# Tomosvaryella mediocris
Tomosvaryella mediocris är en tvåvingeart som först beskrevs av Collin 1931.  Tomosvaryella mediocris ingår i släktet Tomosvaryella och familjen ögonflugor. Inga underarter finns listade i Catalogue of Life.